# Schlossberg (Kaysersberg)
Le Schlossberg est un ancien château fort du XIIIe siècle, de nos jours en ruines, dont les vestiges se dressent sur la commune française de Kaysersberg dans le département du Haut-Rhin.

## Localisation
Ce bâtiment est situé à Kaysersberg.

## Historique
Le château est construit vers 1210 par Frédéric II de Hohenstaufen. L'enceinte est construite dans le premier tiers du même siècle.
Les ruines du château font l'objet d'un classement au titre des monuments historiques depuis le 1er octobre 1841,.
Les vestiges de l'enceinte reliant le château au système fortifié de la ville ont fait l'objet d'une inscription au titre des monuments historiques depuis le 18 septembre 1995. Des travaux de restauration ont été effectués par les bénévoles de l'association Chantiers histoire et architecture médiévales en 1999.

## Description
Ruine dominant le rempart urbain au nord-ouest, à l'extrémité d'une crête granitique.
L'enceinte triangulaire est dominée à la pointe dirigée vers l'attaque par un donjon circulaire.
Les murs intérieurs étaient recouvert de crépi.

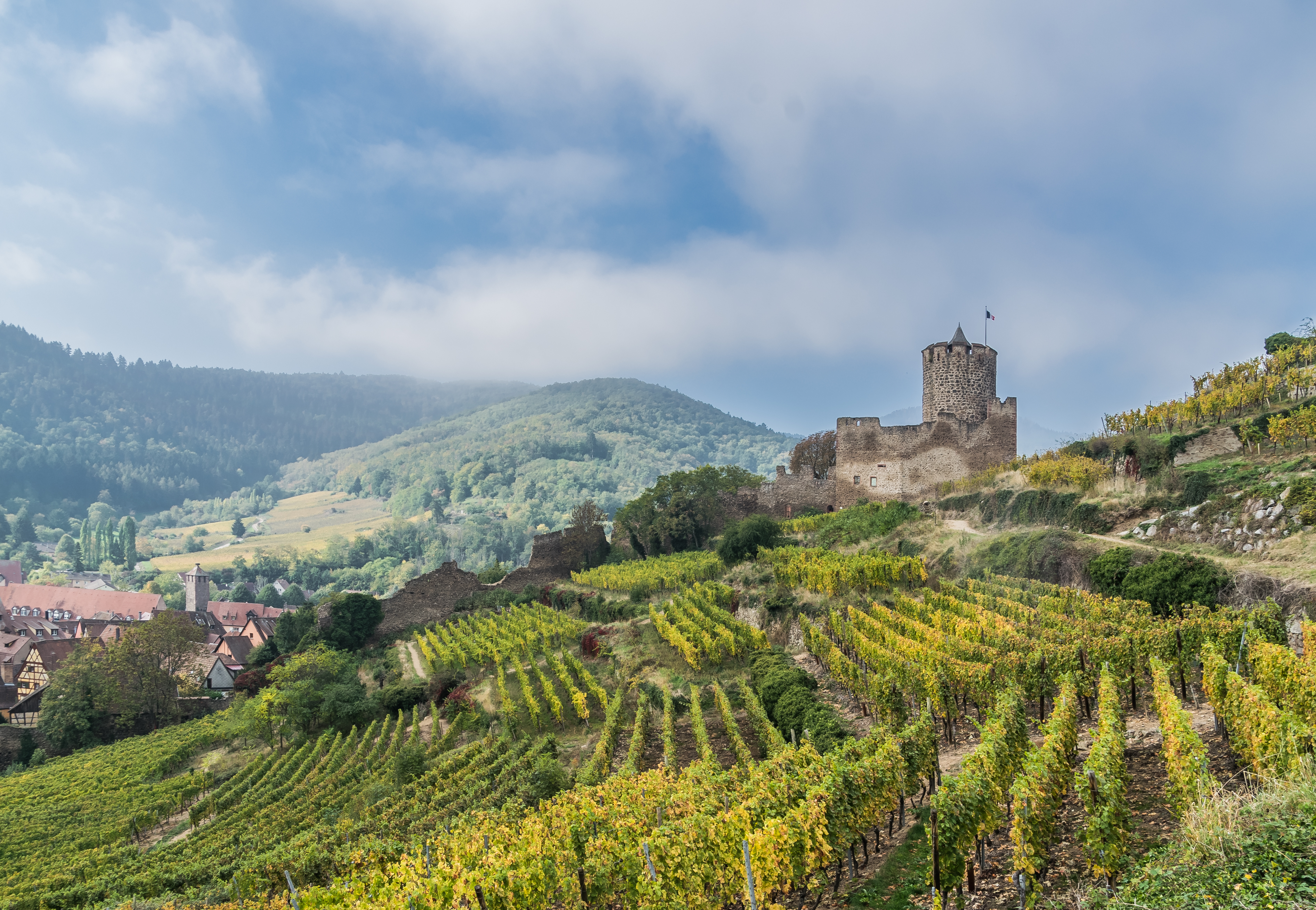
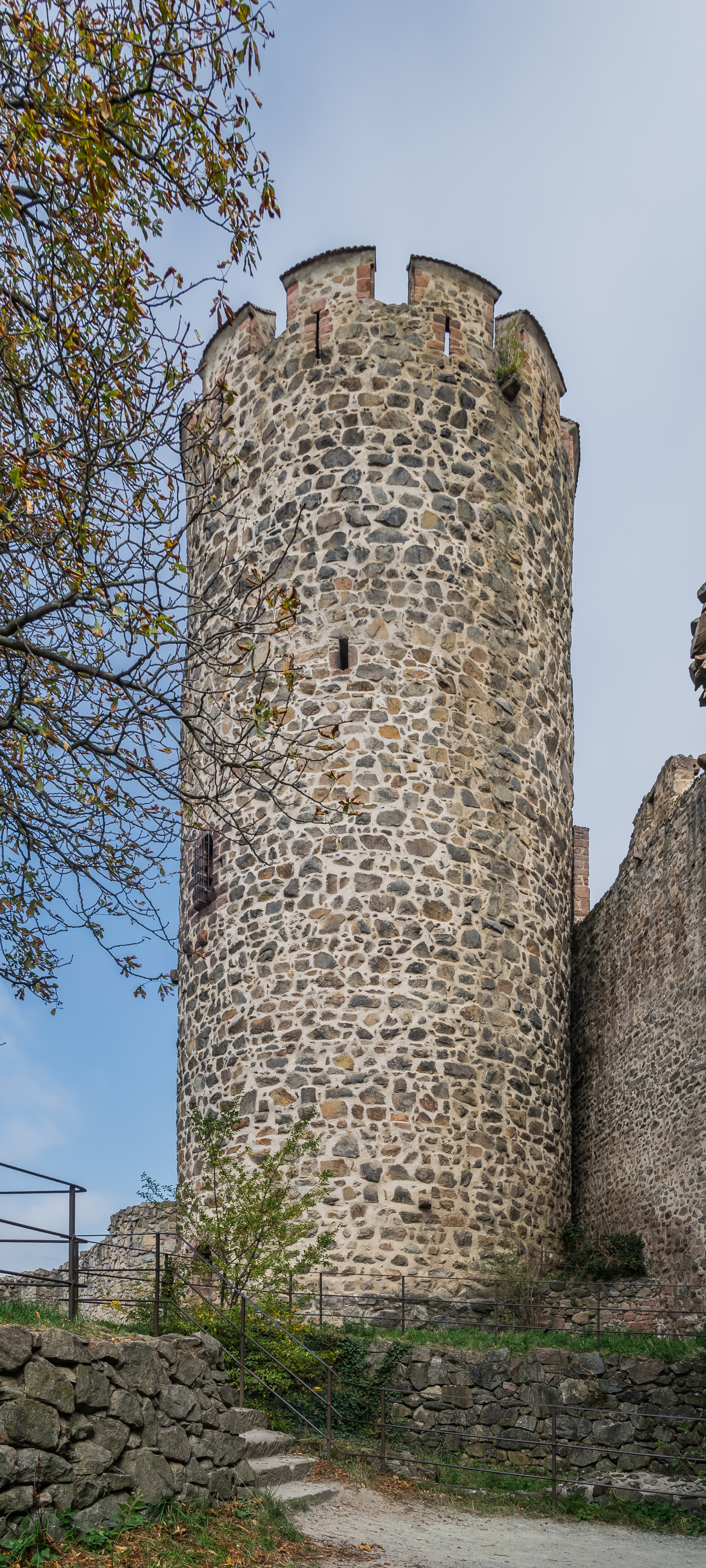
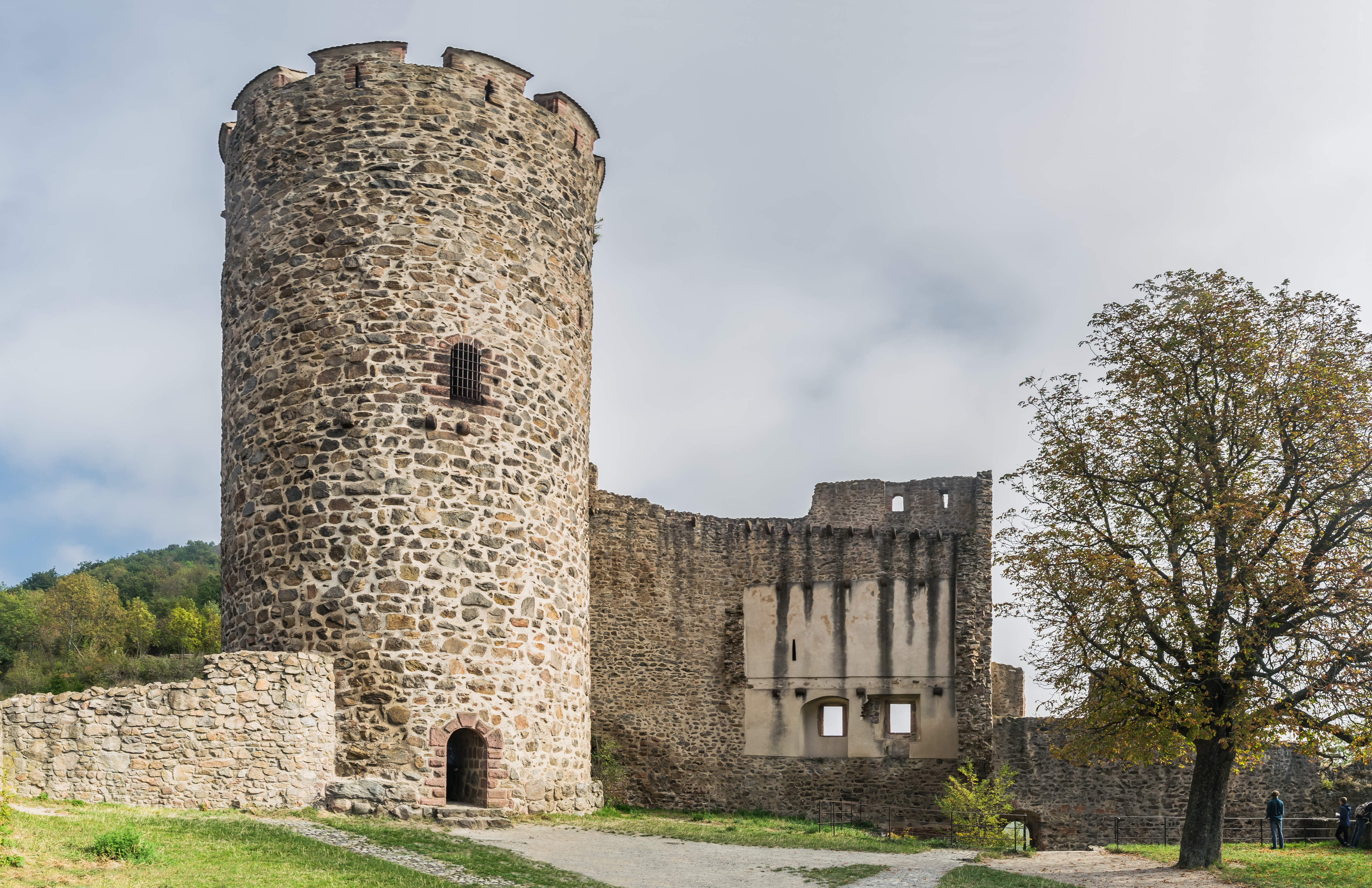
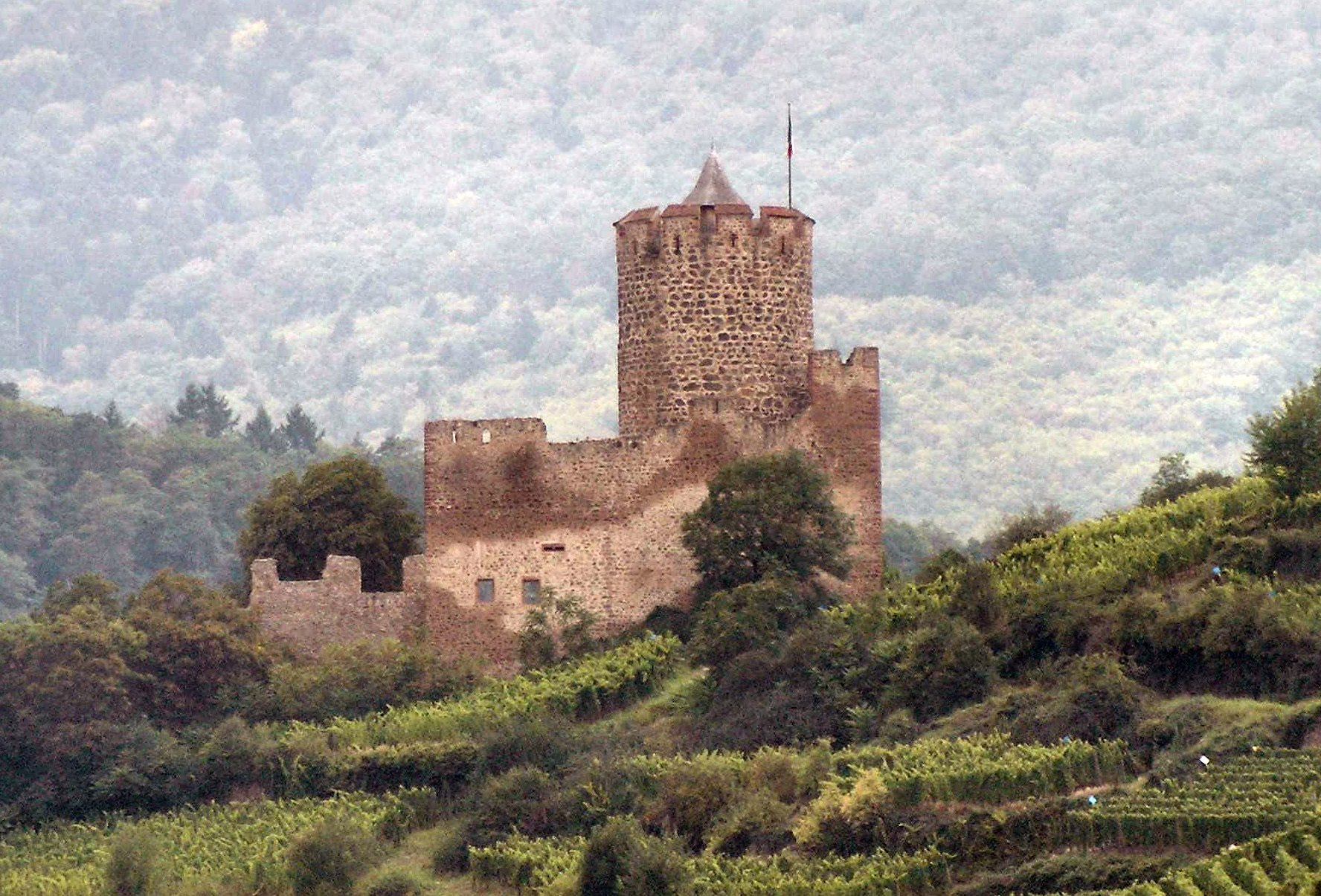